# ابروان (شهر باستانی)

نقشه پارس در دوره ساسانی

ابروان شهری ساسانی در دشت بارین در نزدیکی اردشیرخوره، در جنوب غرب پارس بود. شهری به همین نام نیز در کرانه خلیج فارس وجود داشته که در زمان شاپور دوم (حک. ۳۰۹–۳۷۰) مورد حمله اعراب قرار می‌گرفته‌است. ابروان زادگاه مهرنرسه، وزرگ فرمذار یزدگرد یکم (حک. ۳۹۹–۴۲۰)، بهرام گور (حک. ۴۲۰–۴۳۸)، یزدگرد دوم (حک. ۴۳۸–۴۵۷) و پیروز یکم (حک. ۴۵۷–۴۸۴) بود. مهرنرسه در آنجا ساختمان‌های بسیاری ازجمله آتشکده ساخته بود. یکی از آتشکده‌ها مهرنرسیان نام داشت و آتش آن تا سده یازدهم میلادی برافروخته بود.وی همچنین چهار روستا را در همسایگی ابروان بنیان نهاد که در کنار هر یک باغ‌های خرما، زیتون و سرو قرار داشت. این بنیادها تا سده یازدهم به عنوان املاک وراثتی نوادگان مهرنرسه وجود بودند.
جایگاه ابروان مشخص نیست اما به نظر در جایی میان فیروزآباد و توج قرار داشته‌است. واندنبرگ، منطقه فراشبند را با ناحیه‌های که آتشکده‌های مهرنرسه در آن برپا بوده (ابروان و چهار آتشکده در روستاهای نزدیک آن)، یکی دانسته‌است. تشابهات معماری میان بقایای پنج آتشکده در این منطقه، گویای این است که آن‌ها در یک محدودهٔ زمانی ساخته شده‌اند. علاوه بر این، به نظر واندنبرگ احتمالاً ارتباطی بین نام کنونی این ناحیه محال اربعه (شامل دهرم، دهرود، هنگام و رودبال) و چهار روستای بناشده بوسیله مهرنرسه وجود دارد.